# Dregoviči
Dregoviči byl jeden z východoslovanských kmenů nebo spíše kmenových svazů, které se usadily na západě Východoevropské roviny, v dnešním Bělorusku během 8. a 9. století. Dregoviči se poprvé uvádějí v staroruské Povesti vremennych let (čes. Pověst o dávných dobách), známé též jako Nestorova kronika. Jejich nejdůležitějším centrem byl Turov (poprvé zmiňován v souvislosti s rokem 980). Jimi obývané území bylo ohraničeno na východě řekou Dněpr a na jihu překročili řeku Pripeť až přibližně k dnešní ukrajinsko-běloruské hranici. Dále hranici tvořily na západě západoběloruské močály, na severozápadě řeka Němen a na severu přibližně města Lahojsk a Borisov (severně od Minsku).
Sousedy Dregovičů byli převážně slovanské kmeny (ze severu, východu a jihu). Ze západu a severozápadu pak sousedili s baltským etnikem. Na severu od Dregovičů ležel kmenový svaz Krivičů, na východě je Dněpr odděloval od Radimičů, na jihovýchodě byli (východní) Polané a na jihu seděli Drevljané a poněkud západněji od Drevljanů Volyňané. Na západ od Dregovičů ležel baltský kmen Jatvingů a severozápadně na pravém břehu Němenu Litvané.
Pojem „Dregoviči“ se v pramenech naposledy vyskytl v souvislosti s rokem 1149 (srov. jejich sousedy Kriviči do r. 1162, Radimiči do r. 1169).

## Turovsko-pinské knížectví
Podobně jako jinde na Rusi, i u Dregovičů jsou počátky státnosti spojeny s příchodem severských Varjagů. Využíc tak tohoto kmenového svazu, založil knížectví Dregovičů, známé spíše pod názvem Turovské knížectví, Varjag Tur. Stalo se tak během 9. století a ač zpočátku samostatné, bylo později podrobeno silnějšími sousedy. V 80. letech 10. století si je podřídil kyjevský kníže Vladimír Svjatoslavič a dosadil zde svého syna Svjatopolka. Od té doby se již Turovské knížectví dlouhodobě nikdy zcela neosamostatnilo a dostalo se pod vliv Kyjevské Rusi a poté, co se začala Kyjevská Rus drobit a r. 1162 byla mezi Kyjevem a Turovem podepsána dohoda o míru (což deklarovalo i samostatnost Turova) se země dostala na počátku 13. století pod nadvládu haličsko-volyňských knížat a později, během 14. století, pod vliv Litvy.